# Utricularia praetermissa
Utricularia praetermissa är en tätörtsväxtart som beskrevs av Peter Geoffrey Taylor. Utricularia praetermissa ingår i släktet bläddror, och familjen tätörtsväxter. Inga underarter finns listade i Catalogue of Life.